# Chiesa di Sant'Agostino (Montefalco)
La chiesa di Sant'Agostino è una chiesa di Montefalco (PG).

## Storia
Gli Eremitani si trasferirono nel 1275 nel borgo del Castellare, presso una delle porte principali della prima cinta di Montefalco, nel luogo della chiesa di San Giovanni Battista, concessa dal Comune all'Ordine. I lavori per la nuova chiesa iniziarono nel 1279 per volere del frate agostiniano Beato Angelo da Foligno, raffigurato in un affresco all'interno della chiesa, già fondatore del monastero agostiniano di Foligno, e si protrassero fino al 1285; l'edificio fu poi ingrandito nel 1327.

## Descrizione

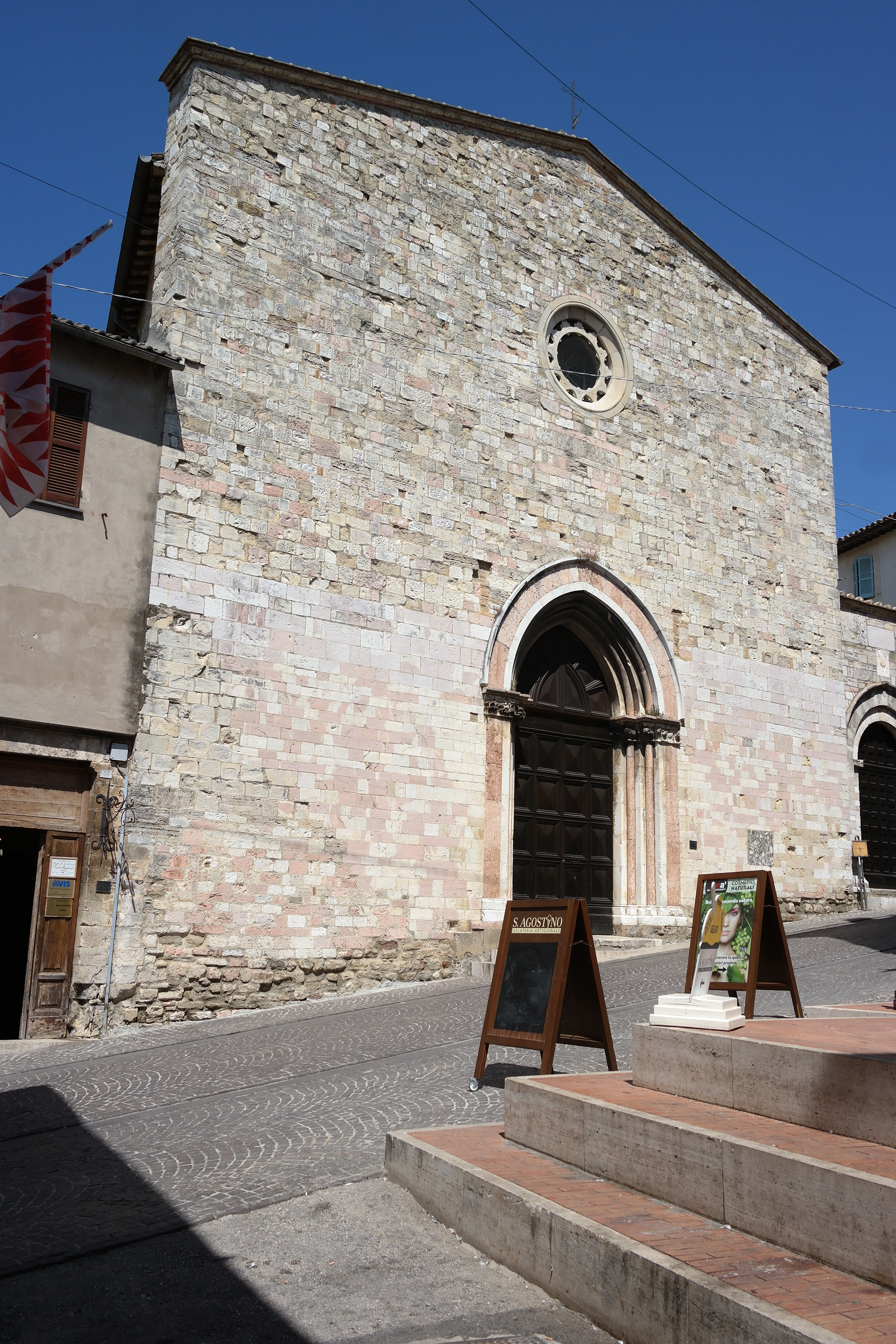
Facciata della chiesa

### Esterno
La semplice ed elegante facciata in pietra ha un bel portale della fine del XIII secolo, con fasci di colonnine e ricchi capitelli, mentre il rosone centrale è frutto di un successivo restauro.

### Interno

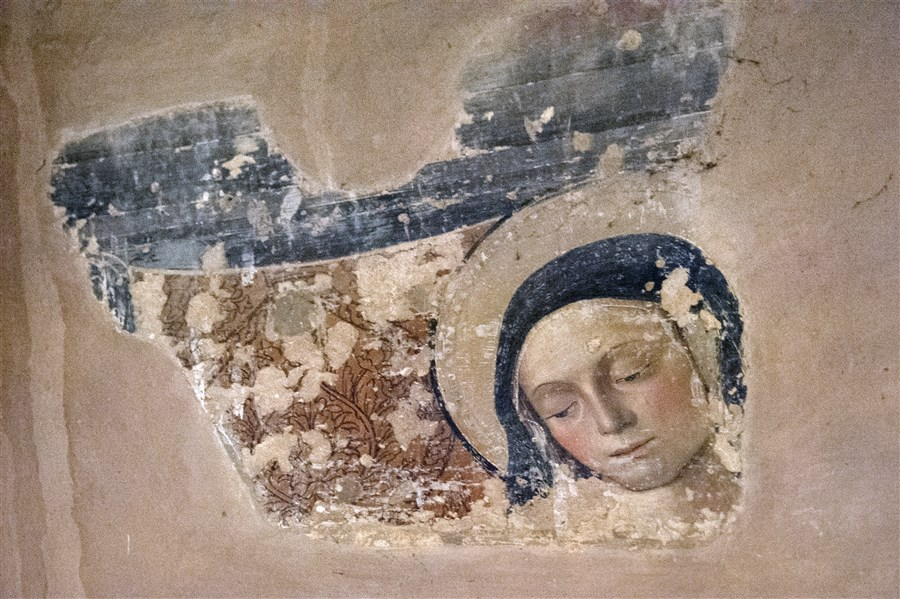
Francesco Melanzio, Volto della Madonna

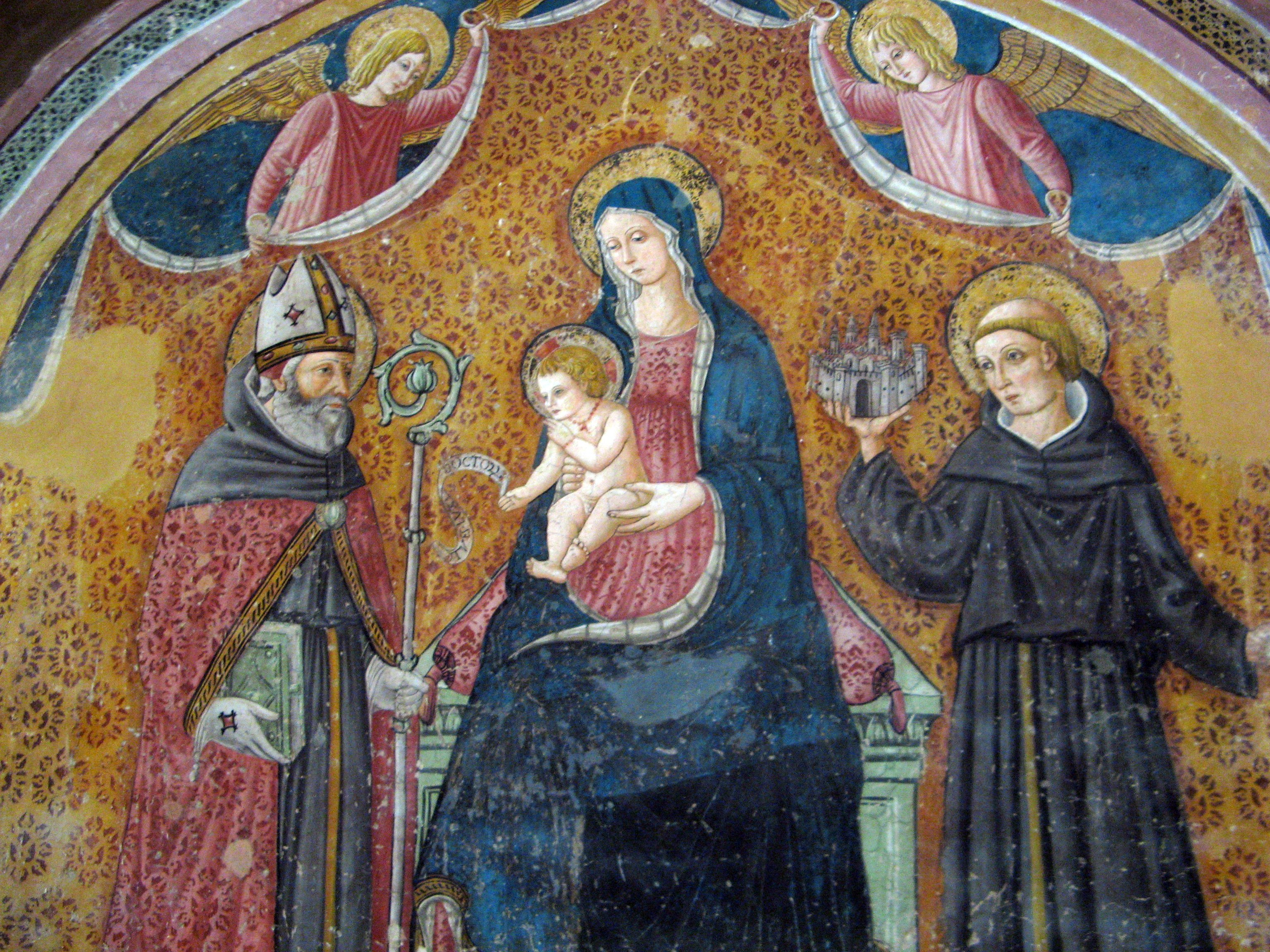
Attribuito a Ugolino di Gisberto, Madonna con Bambino tra sant'Agostino e il beato Angelo da Foligno

L'interno è formato da una grande aula coperta con capriate lignee a vista e terminante con un'abside poligonale con volta costolata; a destra si affianca la navata minore, risultato di un ampliamento trecentesco che riunisce una serie di cappelle. Le pareti sono coperte di affreschi che vanno dal XIV al XVI secolo.
In controfacciata, a destra del portale, è presente una Madonna con Bambino di scuola umbra del principio del XV secolo, anche se risente di influssi senesi; mentre a sinistra c'è una Madonna della Misericordia, affresco coevo al precedente, ma con caratteristiche della scuola di Gubbio.
Nella quinta cappella di destra vi sono frammenti di affreschi di un seguace di Benozzo Gozzoli, conosciuto come Espressionista Gozzolesco; nella volta ci sono affreschi danneggiati raffiguranti Dottori della Chiesa; alle pareti ci sono una Crocifissione con Santi, una Madonna con Bambino e i santi Pietro, Fortunato, Paolo e Severo, Storie dei santi Fortunato e Severo. Nello spessore dell'arcata vi sono Cristo portacroce, San Giovanni Battista e Cristo benedicente con santi.
Nella sesta cappella di destra sono presenti frammenti di affreschi di Pier Antonio Mezzastris e di Francesco Melanzio; di quest'ultimo è rimasto il Volto della Madonna. Nell'estradosso dell'arco trionfale c'è una ricca decorazione a fresco, raffigurante l'Agnello mistico fra angeli e santi, del XIV secolo, molto deperito. Sopra l'altar maggiore un Crocifisso ligneo del XV secolo.
Alla parete di sinistra della navata, entro una nicchia, si trova una Madonna con Bambino tra sant'Agostino e il beato Angelo da Foligno, di maestro di Foligno del XV secolo, forse Ugolino di Gisberto, mentre nella nicchia seguente è presente la Madonna della Cintola tra due santi, opera attribuita a Giovanni Battista Caporali. Vi è poi una Incoronazione della Vergine con in basso Eva giacente e i committenti, grande affresco della fine del XIV secolo dallo stile simile a quello di Ambrogio Lorenzetti. A seguire, entro nicchie, dipinti di Bernardino Mezzastris e una statua lignea di San Nicola da Tolentino del XV secolo.
Vi sono inoltre custoditi i corpi delle Beate Chiarella e Illuminata e il corpo mummificato del beato Pellegrino.

## Sagrestia
Nella volta sono presenti affreschi di uno sconosciuto pittore umbro del XV secolo, ancora in stile tardo-gotico, e raffigurano il Padre Eterno con i quattro Dottori della Chiesa; negli spicchi delle vele sono presenti Santa Monica, il beato Giovanni d'Amelia, San Nicola da Tolentino, il beato Agostino Novello, Santa Caterina, San Giovanni Battista, Sant'Antonio abate e San Paolo eremita. 
Nella parete di destra c'è una Crocifissione con la Vergine e San Giovanni risalente alla fine del XIV secolo, mentre sulla parete di fondo è presente una Annunciazione di scuola umbro-senese della fine del XIV secolo e sulla parete d'ingresso una Veduta di città risalente alla fine del Trecento.